# 塔兰特 (阿拉巴马州)
塔兰特（英語：Tarrant）是美国阿拉巴马州下属的一座城市。面积约为6.36平方英里（约合16.46平方公里）。根据2010年美国人口普查，该市有人口6,397人，人口密度为1,006.29/平方英里（约合388.64/平方公里）。